# Compagnie des tramways de l'ouest parisien

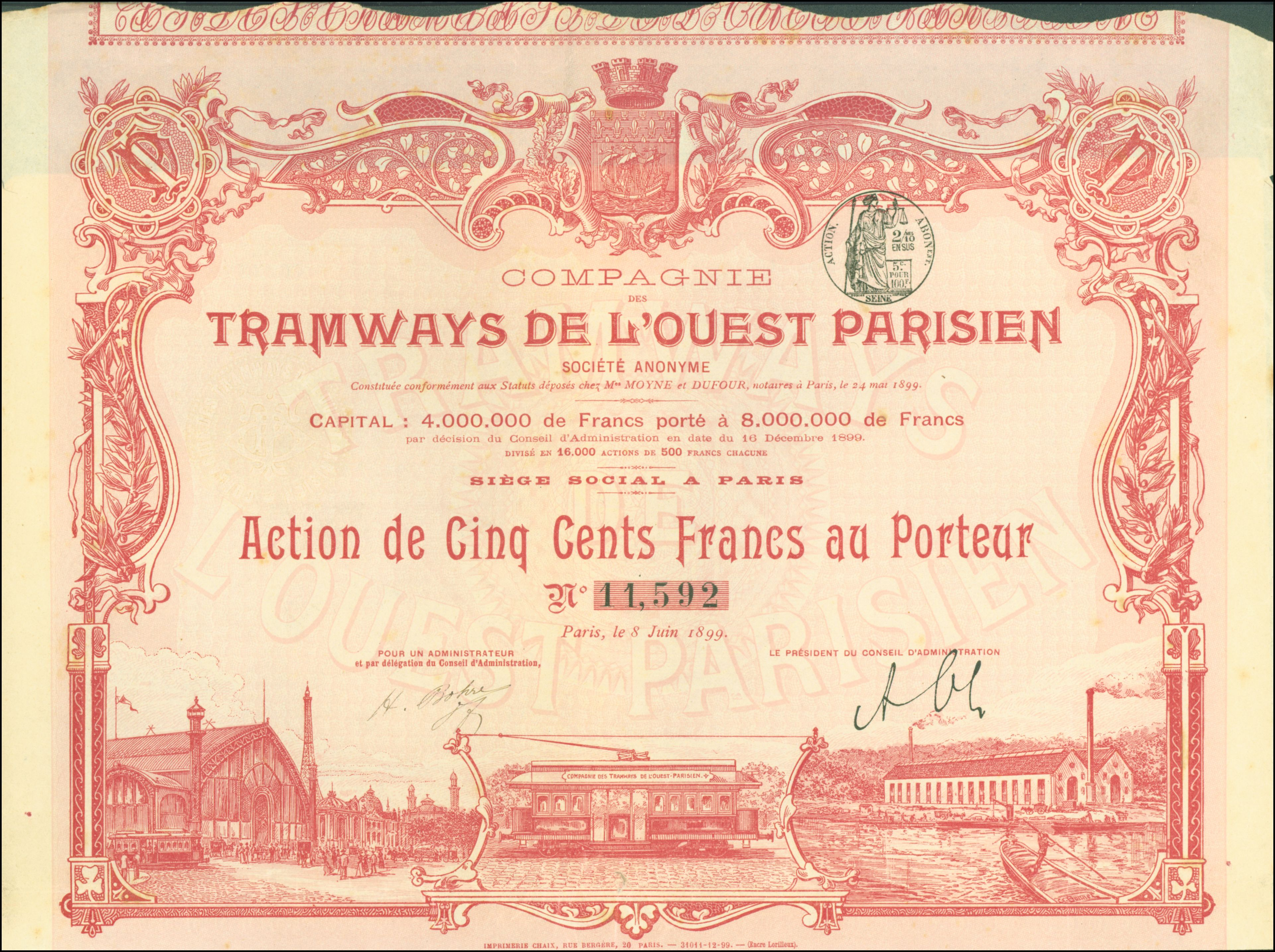
Action de la Compagnie des tramways de l'Ouest Parisien en date du 8 juin 1899.

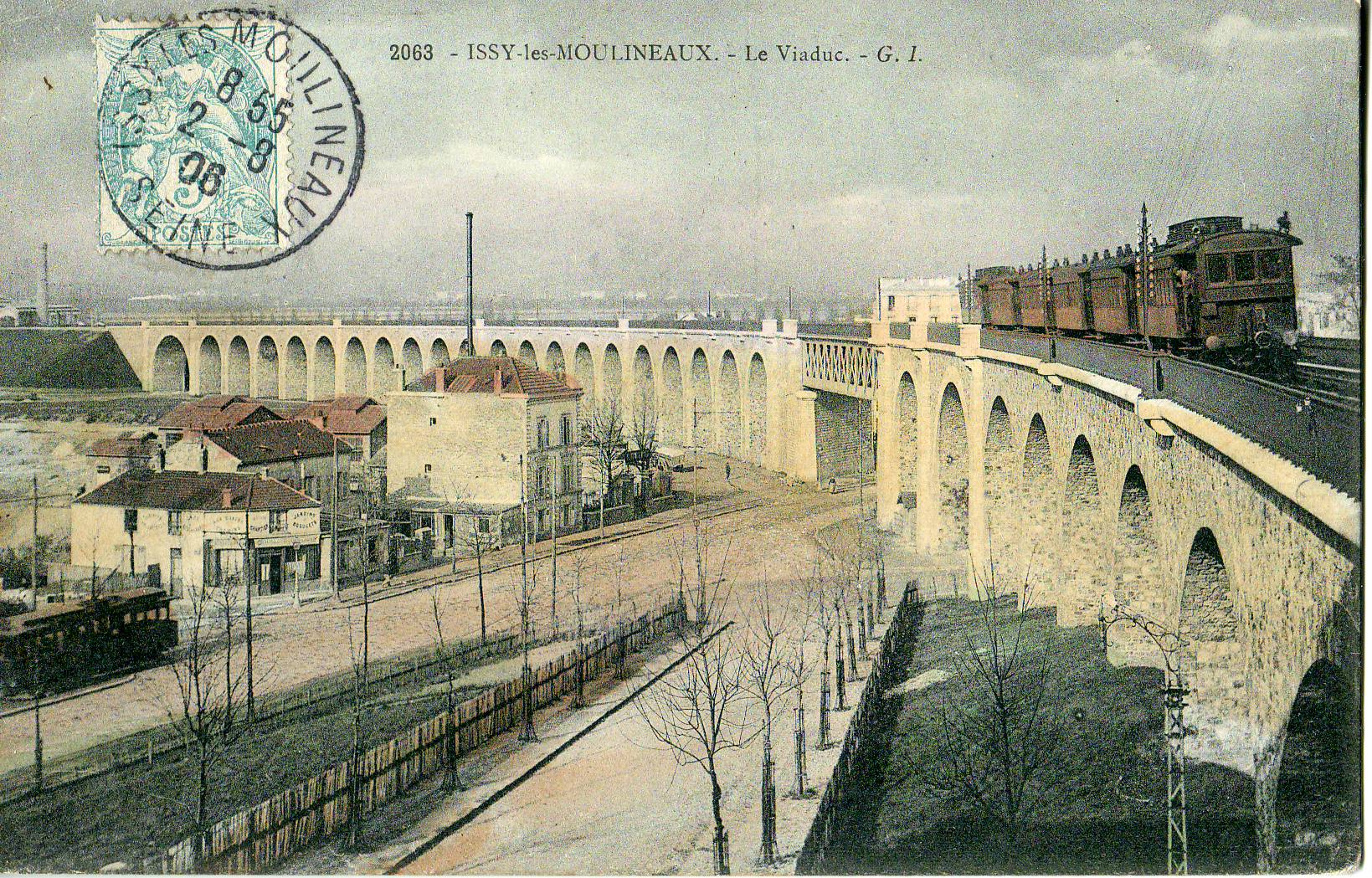
Un tramway de la compagnie (à gauche de l'image) à Issy-les-Moulineaux sous le viaduc.

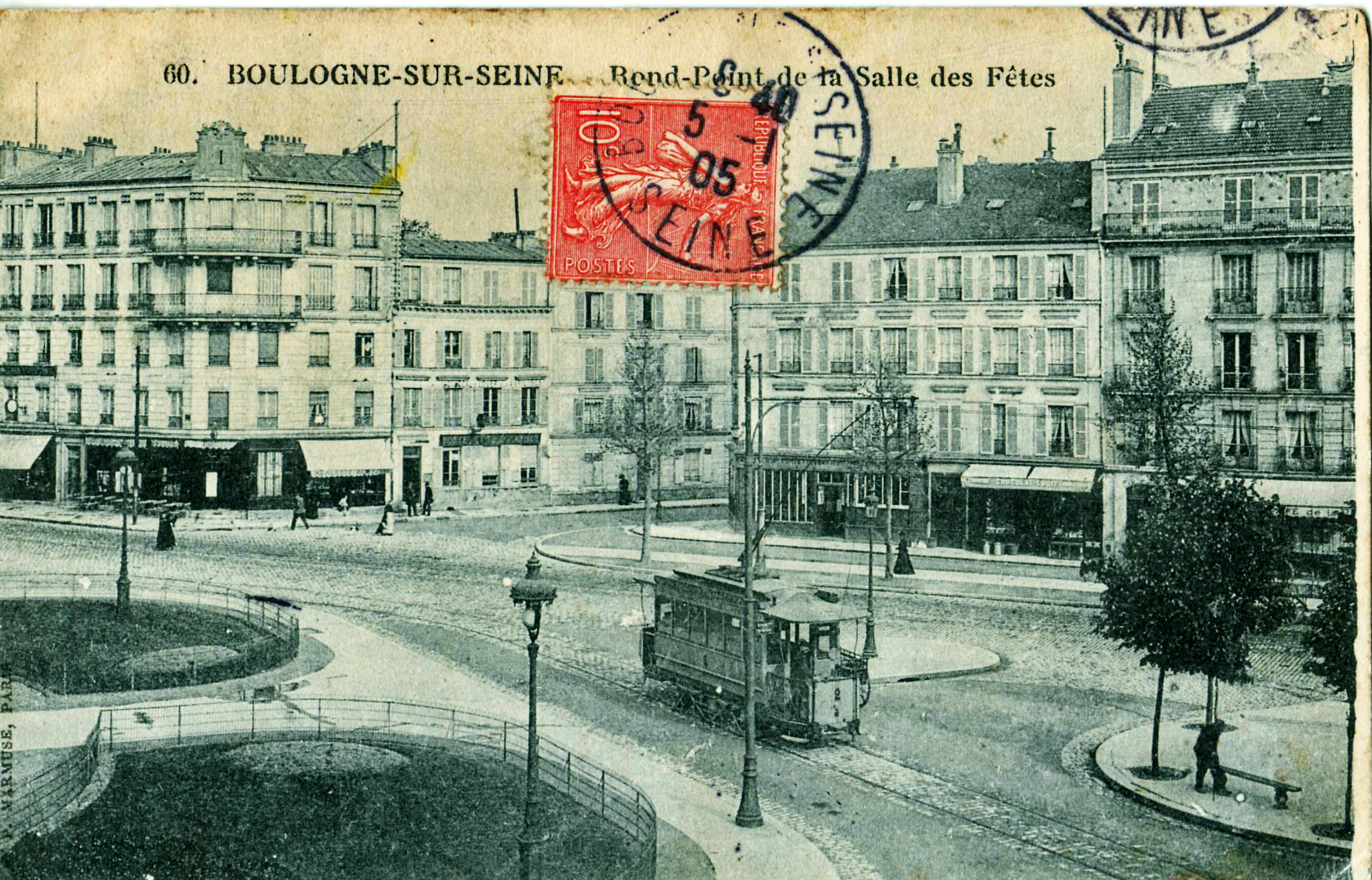
Motrice série 51 à 62, ex-Rouen, à Boulogne.

La Compagnie des tramways de l'Ouest-Parisien (TOP ou OP) exploitait, au début du XXe siècle, un réseau de lignes de tramway dans l'ouest de Paris.

## Histoire

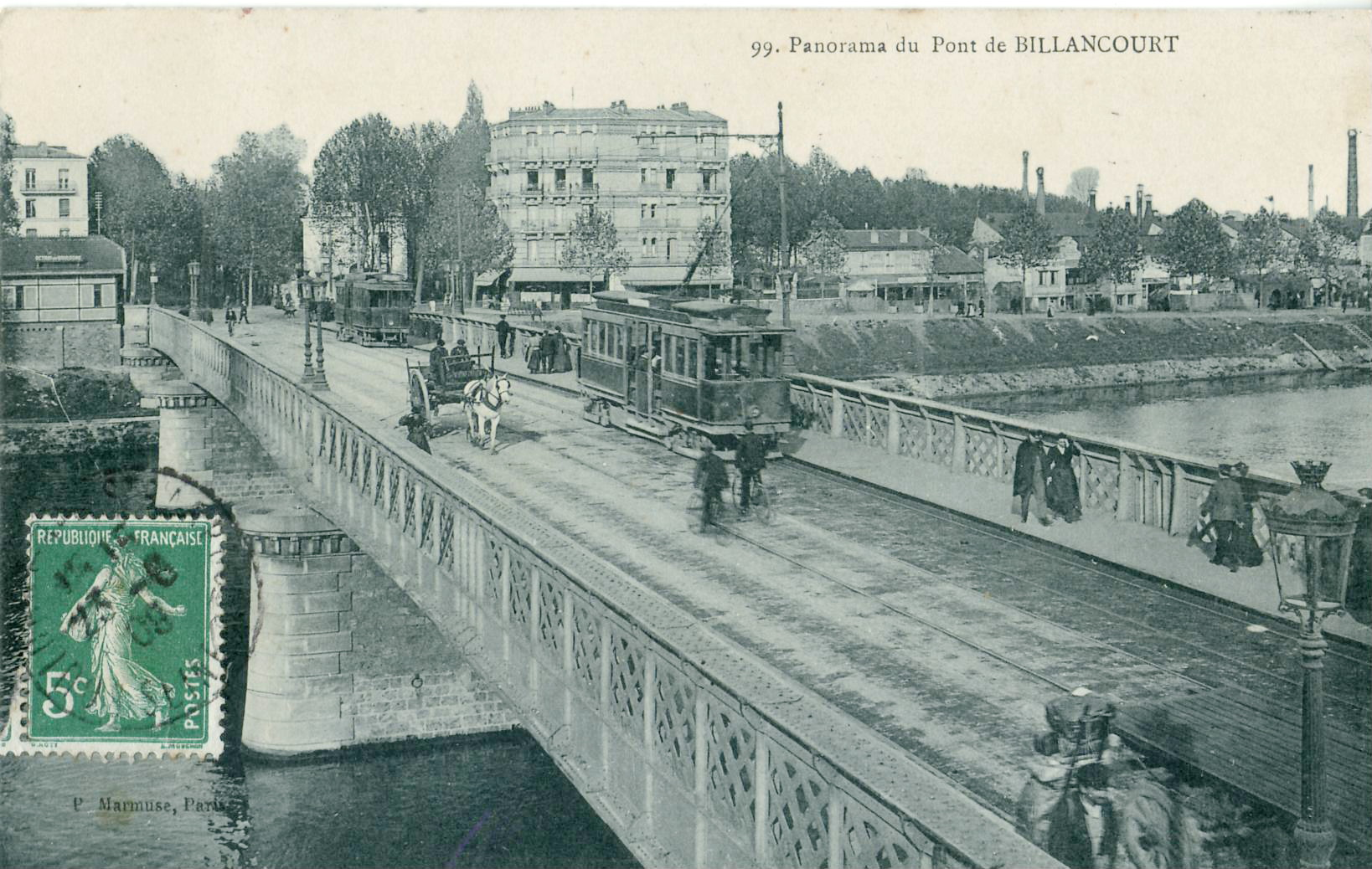
Tramway sur le pont de Billancourt.

La Compagnie des tramways de l'Ouest-Parisien (OP) est une compagnie créée le 25 janvier 1900 par la Compagnie générale de traction pour exploiter un réseau de plusieurs lignes de tramways à l'ouest de Paris. L'objectif est alors de desservir l'Exposition universelle de 1900 située au Champ-de-Mars.
L'Ouest-Parisien se substitue à la compagnie initiale, fondée par messieurs Cauderay et Renard qui ont obtenu une concession pour deux lignes de tramway le 30 mars 1899. Le siège social est situé 4 quai des Moulineaux, à Issy. L'ensemble du réseau a une longueur de 31 km.
La compagnie est mise sous séquestre en mars 1918. Elle est absorbée par la Société des transports en commun de la région parisienne en 1924.

## Réseau

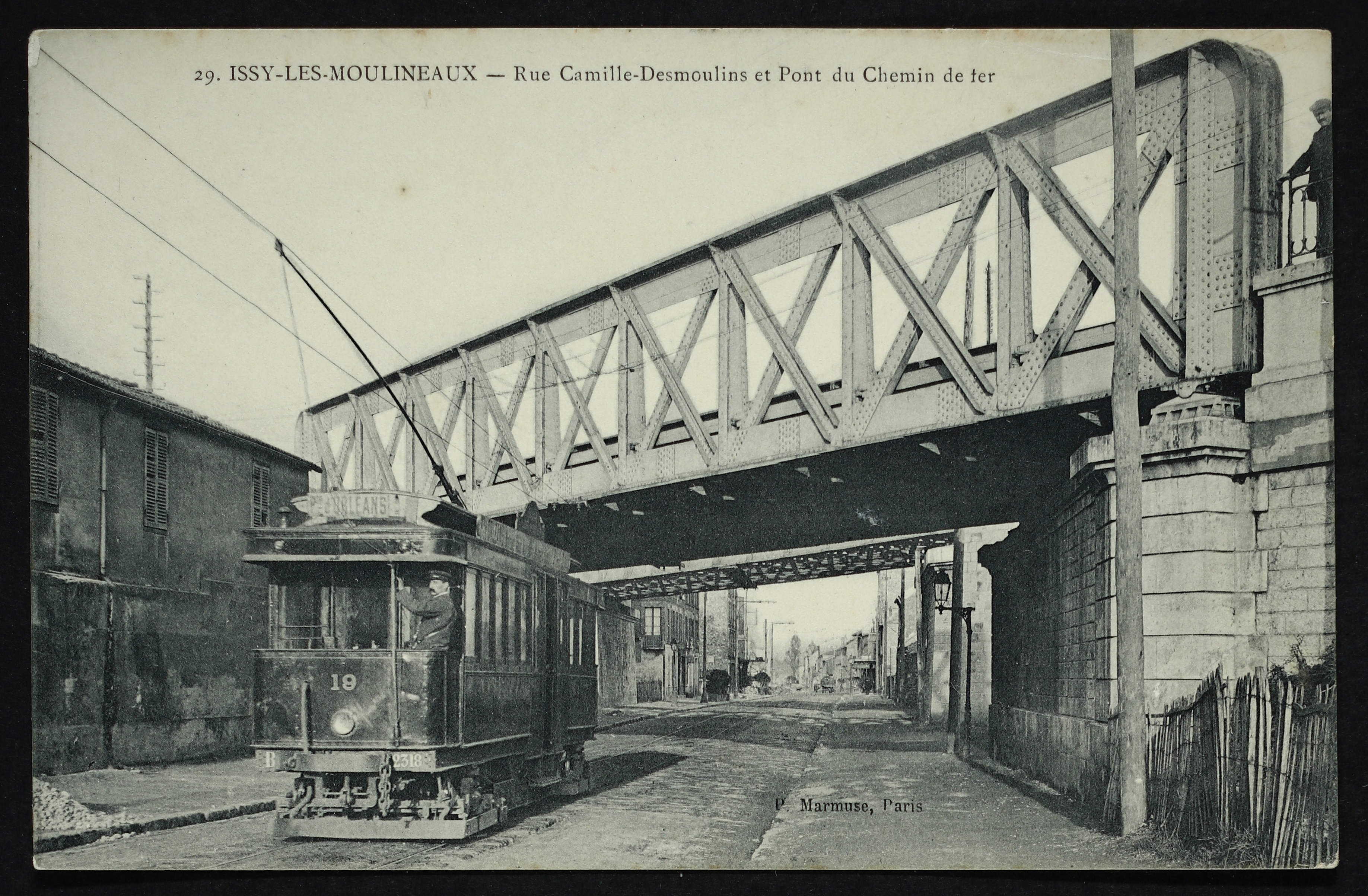
Motrice n° 19 à Issy-les-Moulineaux, Rue Camille-Desmoulins.

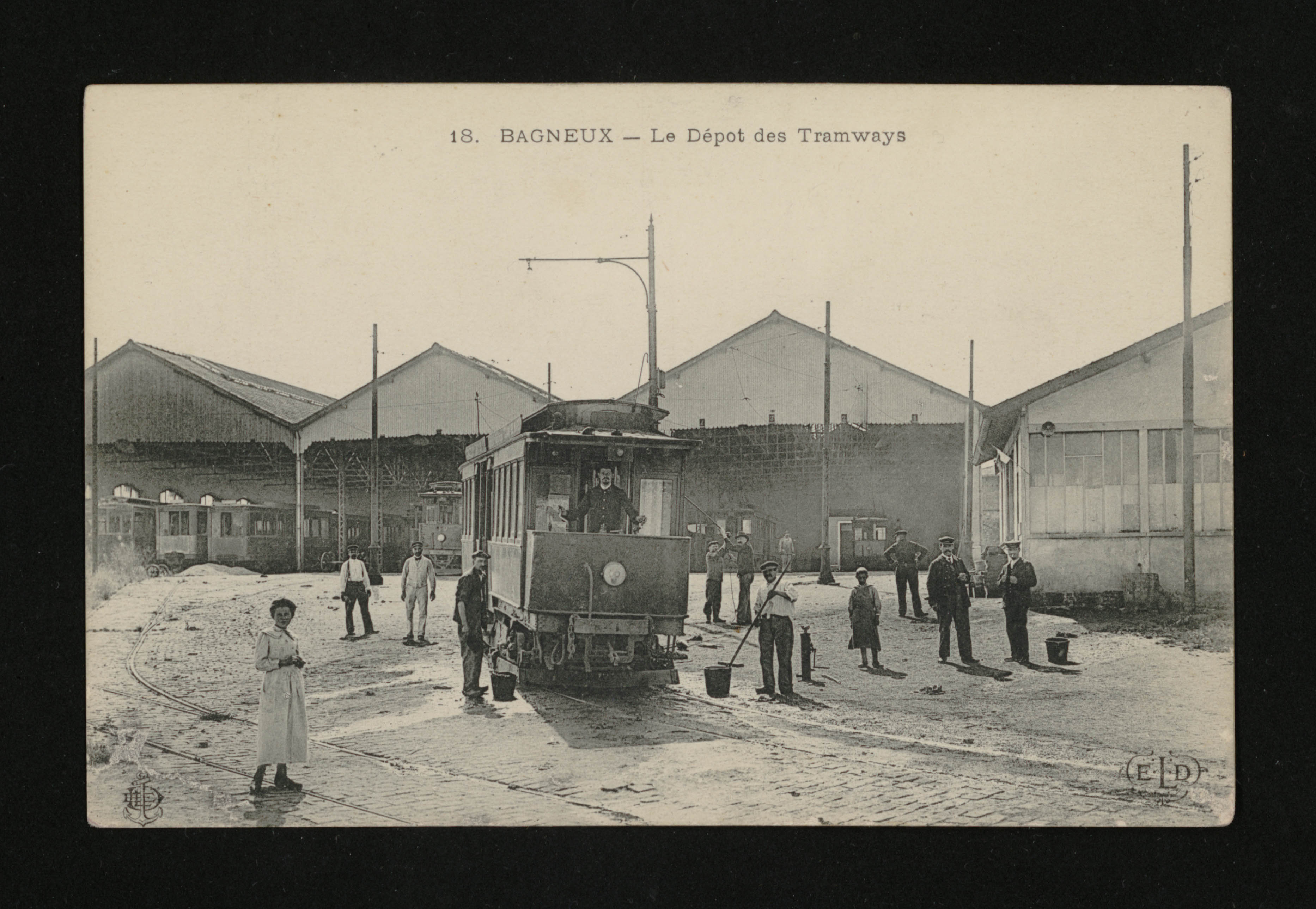
Le dépôt des tramways à Bagneux.

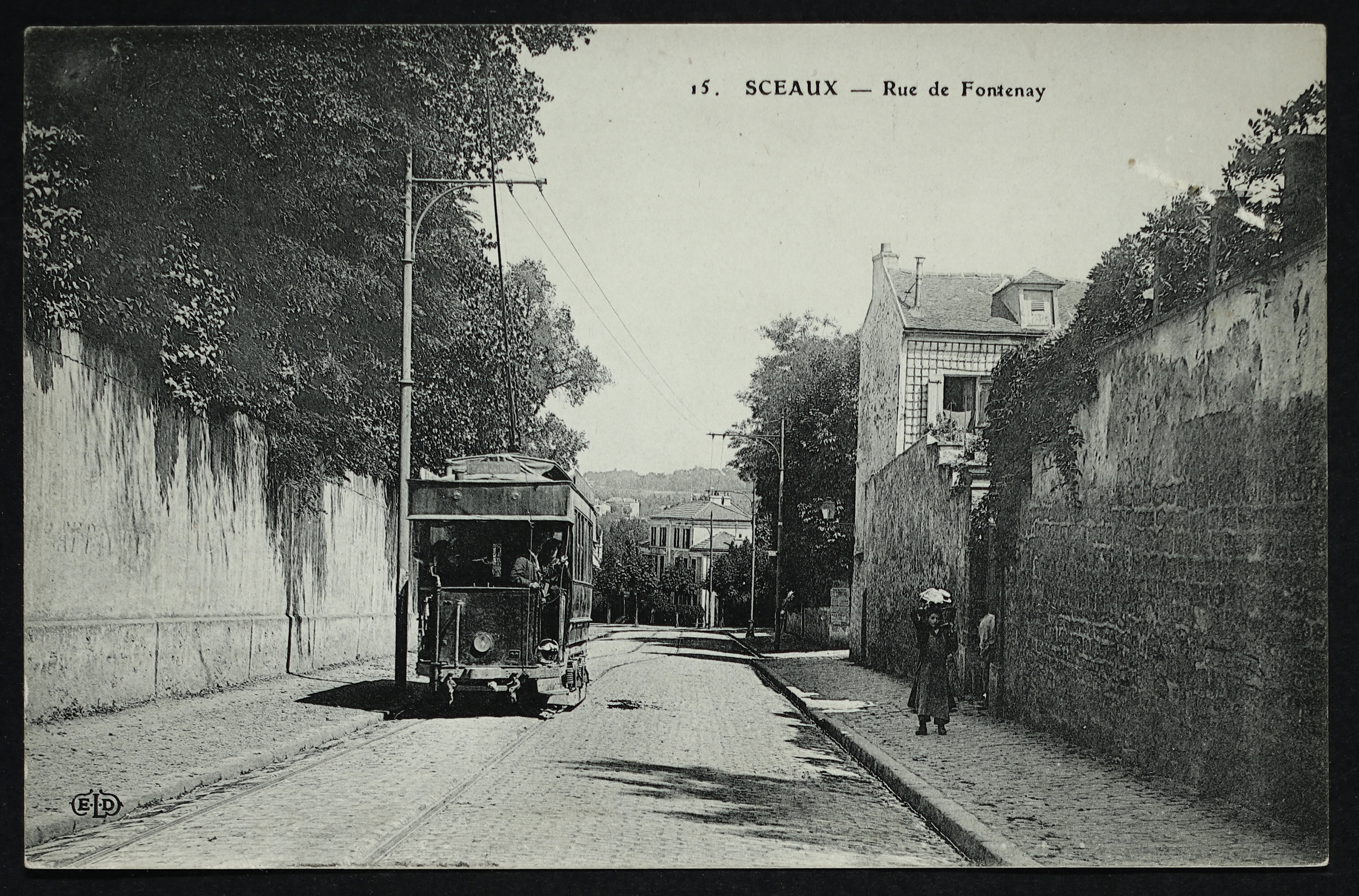
Un tramway à Sceaux, rue de Fontenay.

Le réseau comprend trois lignes complétées par deux autres desservant Boulogne-Billancourt :
- ligne 1, Porte d'Auteuil - Boulogne-Billancourt - Issy-les-Moulineaux - Porte de Versailles - Champ-de-Mars ;
- ligne 2 - 3, Châtenay-Malabry - Bagneux - Porte de Montrouge - Champ-de-Mars ;
- ligne 4, Porte d'Auteuil - Place Bernard Palissy ;
- ligne 5, Porte d'Auteuil - Pont de Saint-Cloud.

L'accès au Champ-de-Mars se faisait par emprunt de voies existantes appartenant à la Compagnie électrique des tramways de la rive gauche de Paris.
En 1914, les lignes 4 et 5, qui desservent Boulogne, sont abandonnées. Ultérieurement, en 1917, les lignes de la Compagnie de l'Ouest-Parisien seront limitées aux stations Porte de Versailles et Porte d'Orléans.
En 1924, lors de la fusion avec le réseau de tramway parisien, les lignes seront numérotées : 
- 32 : Porte d’Auteuil – avenue Victor-Hugo – rue de Meudon (Boulogne) – Les Moulineaux – Issy – rue Ernest-Renan – Porte de Versailles ;
- 80 : Porte d’Orléans – Montrouge (avenue de la République) – Cimetière de Bagneux ;
- 128 : Porte d’Orléans – Montrouge – Bagneux – Fontenay–aux–Roses – Sceaux – Châtenay.

Ces lignes disparaitront :
- le 11 octobre 1927, pour la ligne 128, section Châtenay - Gare de Robinson ;
- le 30 mars 1936, pour la ligne 32 ;
- le 11 janvier 1937, pour les lignes 80 et 128.

## Infrastructure

### Alimentation électrique
La Compagnie de l'Ouest-Parisien n'ayant pas reçu l'autorisation d'électrifier par fil aérien les voies situées dans Paris, utilisa le système d'alimentation par plots superficiels Diatto.

## Matériel roulant
Le matériel comprend 50 automotrices à bogies et de nombreuses voitures à essieux :

### Motrices à bogies
- Type A, no 1 à 50, à bogies, plateforme centrale, longueur 11,50 m, poids 12,8 t, deux moteurs de 30 cv, acquises en 1900,
- Type B, no 51 à 61, ex-Tramway de Rouen, à deux essieux, plateforme centrale, longueur 8 m, poids 6,7 t, deux moteurs de 30cv, acquises en 1903,
- ex-compagnie des tramways de Vanves au Champ-de-Mars, (6 unités), à bogies, longueur 10,35 m, poids 12,5 t, deux moteurs de 30 cv, acquises en 1920,
- ex-compagnie TPDS (compagnie des tramways de Paris et du département de la Seine), (2 unités), à bogies et impériale, longueur 9 m, poids 15 t, deux moteurs, acquises en 1920.

### Remorques dites « Attelage »
- 10 attelages ouverts à deux essieux articulés selon le système de Rechter, plateforme centrale,
- 7 attelages fermés à deux essieux, plateforme centrale, ex-CGPT.